# Eduard Uspensky
Eduard Nikolayevich Uspensky (em russo:  Эдуард Николаевич Успенский; 22 de dezembro de 1937 - 14 de agosto de 2018) foi um escritor e poeta infantil russo, autor de mais de 70 livros, bem como dramaturgo, roteirista e apresentador de TV. As suas obras foram traduzidas para 25 idiomas e geraram cerca de 60 adaptações para desenhos animados. Entre as personagens que ele criou estão Cheburashka e Crocodilo Gena, Tio Fyodor e os irmãos Kolobki. Ele foi premiado com a Ordem "Pelo Mérito da Pátria" de 4ª Classe em 1997.
Uspensky morreu de cancro em 14 de agosto de 2018 na sua casa de campo (vila de Puchkovo, em Troitsky, Moscovo). Ele foi enterrado no Cemitério Troyekurovskoye, lote 21.